# Condado de Gosper
O Condado de Gosper é um dos 93 condados do estado norte-americano de Nebraska. A sede do condado é Elwood, que é também a sua maior cidade. O condado tem uma área de 1199 km² (dos quais 13 km² estão cobertos por água), uma população de 2143 habitantes, e uma densidade populacional de 1,9 hab/km² (segundo o censo nacional de 2000). Foi fundado em 1873 e recebeu o seu nome em homenagem a John J. Gosper, secretário de estado do Nebraska na altura da formação do condado.